# Барнашов Володимир Михайлович
Володимир Михайлович Барнашов (26 лютого 1951, с. Рязани, Муромцевський район, Омська область, РРФСР, СРСР) — радянський біатлоніст, радянський та російський тренер з біатлону. Олімпійський чемпіон, призер чемпіонатів світу, бронзовий призер загального заліку Кубка світу сезону 1978—1979. Виступав за «Динамо» (Омськ).

## Життєпис
З дитинства займався лижним спортом, тренувався у складі збірної обласної ради ДСО «Урожай». Після закінчення школи вступив до лісового технікуму. Продовжував тренуватися, виконав норматив кандидата в майстри спорту з лижних гонок та 1-й розряд з бігу.
Під час служби в армії у прикордонних військах (на Чорному морі) виконав норматив кандидата в майстри спорту з морського багатоборства (легка атлетика, плавання, гребля, стрільба). Після армії очолив Муромцевську районну раду ДСО «Урожай».
З 1974 захопився біатлоном. В 1975 увійшов до складу збірної профспілок, а у 1976 до складу збірної команди країни.
Зимові Олімпійські ігри 1980 в Лейк-Плесіді були досить вдалими для спортсмена. Барнашов виграв золото в естафеті.
В 1980 році закінчив Омський державний інститут фізичної культури.
На Ігри в Сараєво не потрапив через вік. В 1984 завершив кар'єру біатлоніста, перейшов на тренерську роботу.
З 1984 по 1992 — тренер чоловічої збірної СРСР з біатлону. Керував командою на ЗОІ 1988, Об'єднаною командою на ЗОІ 1992.
Підготував 6-х олімпійських чемпіонів (Дмитро Васильєв, Валерій Медведцев, Олександр Попов, Євгеній Редькин, Сергій Тарасов, Сергій Чепіков).
З 1992 по 1998 — головний тренер збірної Хорватії з лижного спорту.
З грудня 2001 року — директор державного закладу Омської області (ДЗ ОО) «Омский областной центр лыжного спорта».
З травня 2009 — головний тренер збірної Росії з біатлону.